# Oomorphus concolor
Espèce
Oomorphus concolor est une espèce d'insectes coléoptères, une chrysomèles que l'on rencontre en Europe, des Pyrénées, jusqu'au Caucase. Les imagos se nourrissent de feuilles de plusieurs espèces, telles que certaines ombellifères (Aegopodium podagraria, Astrantia major) ou de lierres. On la rencontre aussi dans les racines de la carotte sauvage.

## Synonymes
- Byrrhus concolor Sturm, 1807
- Phalacrus maritimus Stephens, 1829
- Oomorphus unicolor Brullé, 1834
- Lamprosoma kolbei Scholz, 1926